# Karel Lodewijk van Hohenlohe-Langenburg

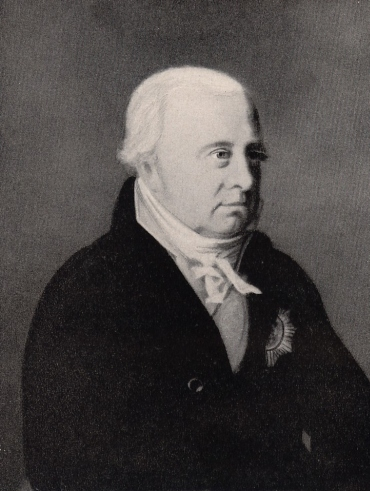
Karel Lodewijk van Hohenlohe-Langenburg

Karel Lodewijk van Hohenlohe-Langenburg (Langenburg, 10 september 1762 - aldaar, 4 april 1825) was de derde regerend vorst van Hohenlohe-Langenburg.
Hij was de oudste zoon van Christiaan Albert van Hohenlohe-Langenburg en Caroline van Stolberg-Gedern. Hij was een enthousiast musicus.
Hij trouwde op 30 januari 1789 met Amelie Henriette van Solms-Baruth. Het paar kreeg de volgende kinderen:
- Louise Caroline (1789-1789)
- Elise Eleonore (1790-1830) ∞ Victor Amadeus van Hessen-Rotenburg
- Caroline Frederieke Constance (1792-1847) ∞ Franz Joseph Fürst zu Hohenlohe-Schillingsfürst
- Emilie Frederieke (1793-1859) ∞ Frederik Lodewijk van Castell-Castell
- Ernst Christiaan (1794-1860) ∞ Anne Feodora van Leiningen
- Frederik Willem (1797-1797)
- Marie (1798-1798)
- Louise Charlotte (1799-1881) ∞ Adolf Karel van Hohenlohe-Ingelfingen
- Johanna Henriette (1800-1877) ∞ Emiel van Erbach-Schönberg
- Marie Agnes (1804-1833) ∞ Constantijn van Löwenstein-Wertheim-Rosenberg
- Gustaaf Hendrik (1806-1881)
- Helene (1807-1880) ∞ Eugenius van Württemberg
- Johan Hendrik (1810-1830)

Door de rijke kinderschaar raakte de familie Hohenlohe-Langenburg verwant aan veel Europese vorstenhuizen:
- Hans Adam II van Liechtenstein is een kleinzoon van Maria Theresia van Bragança, wier moeder Adelheid van Löwenstein-Wertheim-Rosenberg een kleindochter van Karel Lodewijk was
- Hendrik van Luxemburg stamt van dezelfde Maria Theresia af, zij het via haar dochter Maria Anna van Bragança
- De moeder van de Zweedse koning Karel XVI Gustaaf, Sybilla van Saksen-Coburg-Gotha, was een achterkleindochter van de dochter van Karel Lodewijks zoon Ernst
- Prins Bernhard, de vader van de Nederlandse koningin Beatrix was een achterkleinzoon van Karel-Lodewijks dochter Emilie Frederieke
- Koning Sophia van Spanje en ex-koning Constantijn II van Griekenland zijn kinderen van Frederika van Brunswijk wier grootmoeder Augusta Victoria van Sleeswijk-Holstein-Sonderburg-Augustenburg een kleindochter was van Karel Lodewijks zoon Ernst.